# Scott Lee (Bratschist)
Scott Lee (* 1979 in Taipeh) ist ein aus Taiwan stammender US-amerikanischer Bratschist und Musikpädagoge.
Lee begann achtjährig eine Violinausbildung bei Chia-Rong Lin. Im Alter von dreizehn Jahren wechselte er zur Viola, und ab 1993 studierte er an der Idyllwild Arts Academy in Kalifornien Geige bei Alice Schoenfield und Todor Pelev und Bratsche bei Donald McInnes. Er setzte seine Ausbildung am Curtis Institute of Music bei Michael Tree und an der Juilliard School bei Paul Neubauer fort. 
1994 nahm er erstmals an der Concert Artists Guild Competition teil, die er 1996 als jüngster Teilnehmer in der fünfzigjährigen Geschichte des Wettbewerbes gewann. Weitere Preise erhielt er bei der Lionel Tertis International Viola Competition, der William Primrose Viola Competition und der Corpus Christi (TX) Young Artists Competition. Als Solist trat er u. a. mit dem Kansas City Symphony Orchestra, dem San Diego Symphony Orchestra und dem L.A. Chamber Orchestra auf, auch war er Solist beim International Hindemith Viola Festival und beim 22. und 24. International Viola Congress. Auftritte als Recitalist hatte er in der Weill Recital Hall der Carnegie Hall und der Merkin Concert Hall in New York und im Kennedy Center in Washington.
Als Kammermusiker nahm Lee an zahlreichen Festivals in den USA teil und arbeitete mit Mitgliedern des Guarneri String Quartet, Juilliard String Quartet, Orion String Quartet und Miami String Quartet, des Beaux Arts Trio und des Mannes Piano Trios, mit Cho-Liang Lin, Nai-Yuan Hu, Gil Shaham, Hilary Hahn, Ralph Kirshbaum, David Soyer, Peter Wiley, Gary Hoffman und anderen zusammen. Er ist Professor für Viola am Konservatorium der University of Missouri–Kansas City und unterrichtet beim Idyllwild Chamber Music Festival and Workshop in Kalifornien.